# العلاقات الليتوانية الناميبية
العلاقات الليتوانية الناميبية هي العلاقات الثنائية التي تجمع بين ليتوانيا وناميبيا.

## مقارنة بين البلدين
هذه مقارنة عامة ومرجعية للدولتين:
| وجه المقارنة                                              | ليتوانيا                                                    | ناميبيا      |
| --------------------------------------------------------- | ----------------------------------------------------------- | ------------ |
| المساحة (كم2)                                             | 65.30 ألف                                                   | 825.62 ألف   |
| عدد السكان (نسمة)                                         | 2.79 مليون                                                  | 2.53 مليون   |
| الكثافة السكانية (ن./كم²)                                 | 42.73                                                       | 3.06         |
| العاصمة                                                   | فيلنيوس، كاوناس                                             | ويندهوك      |
| اللغة الرسمية                                             | اللغة الليتوانية                                            | لغة إنجليزية |
| العملة                                                    | ليتاس ليتواني، يورو                                         | دولار ناميبي |
| الناتج المحلي الإجمالي (بليون دولار)                      | 47.17 مليار                                                 | 13.24 مليار  |
| الناتج المحلي الإجمالي (تعادل القوة الشرائية) بليون دولار | 84.06 مليار                                                 | 25.60 مليار  |
| الناتج المحلي الإجمالي الاسمي للفرد دولار أمريكي          | 14.15 ألف                                                   | 4.67 ألف     |
| الناتج المحلي الإجمالي للفرد دولار أمريكي                 | 27.69 ألف                                                   | 9.96 ألف     |
| مؤشر التنمية البشرية                                      | 0.839                                                       | 0.628        |
| رمز المكالمات الدولي                                      | +370                                                        | +264         |
| رمز الإنترنت                                              | .lt                                                         | .na          |
| المنطقة الزمنية                                           | ت ع م+02:00، ت ع م+03:00، أوروبا/فيلنيوس ‏، توقيت شرق أوروبا | ت ع م+02:00  |

## منظمات دولية مشتركة
يشترك البلدان في عضوية مجموعة من المنظمات الدولية، منها:
| علم المنظمة | اسم المنظمة                        | تاريخ انضمام ليتوانيا | تاريخ انضمام ناميبيا |
| ----------- | ---------------------------------- | --------------------- | -------------------- |
|             | البنك الدولي للإنشاء والتعمير      | 6 يوليو 1992          | 25 سبتمبر 1990       |
|             | منظمة التجارة العالمية             | ?                     | ?                    |
|             | منظمة حظر الأسلحة الكيميائية       | ?                     | ?                    |
|             | الأمم المتحدة                      | 17 سبتمبر 1991        | 23 أبريل 1990        |
|             | منظمة الشرطة الجنائية الدولية      | ?                     | ?                    |
|             | وكالة ضمان الاستثمار متعدد الأطراف | 8 يونيو 1993          | 25 سبتمبر 1990       |
|             | يونسكو                             | 7 أكتوبر 1991         | 2 نوفمبر 1978        |
|             | مؤسسة التمويل الدولية              | 15 يناير 1993         | 25 سبتمبر 1990       |
|             | الاتحاد البريدي العالمي            | ?                     | ?                    |
|             | الاتحاد الدولي للاتصالات           | 1 يوليو 1923          | 25 يناير 1984        |

## وصلات خارجية
- موقع وزارة الخارجية الليتوانية